# Historia de los ministerios de Administraciones Públicas de España

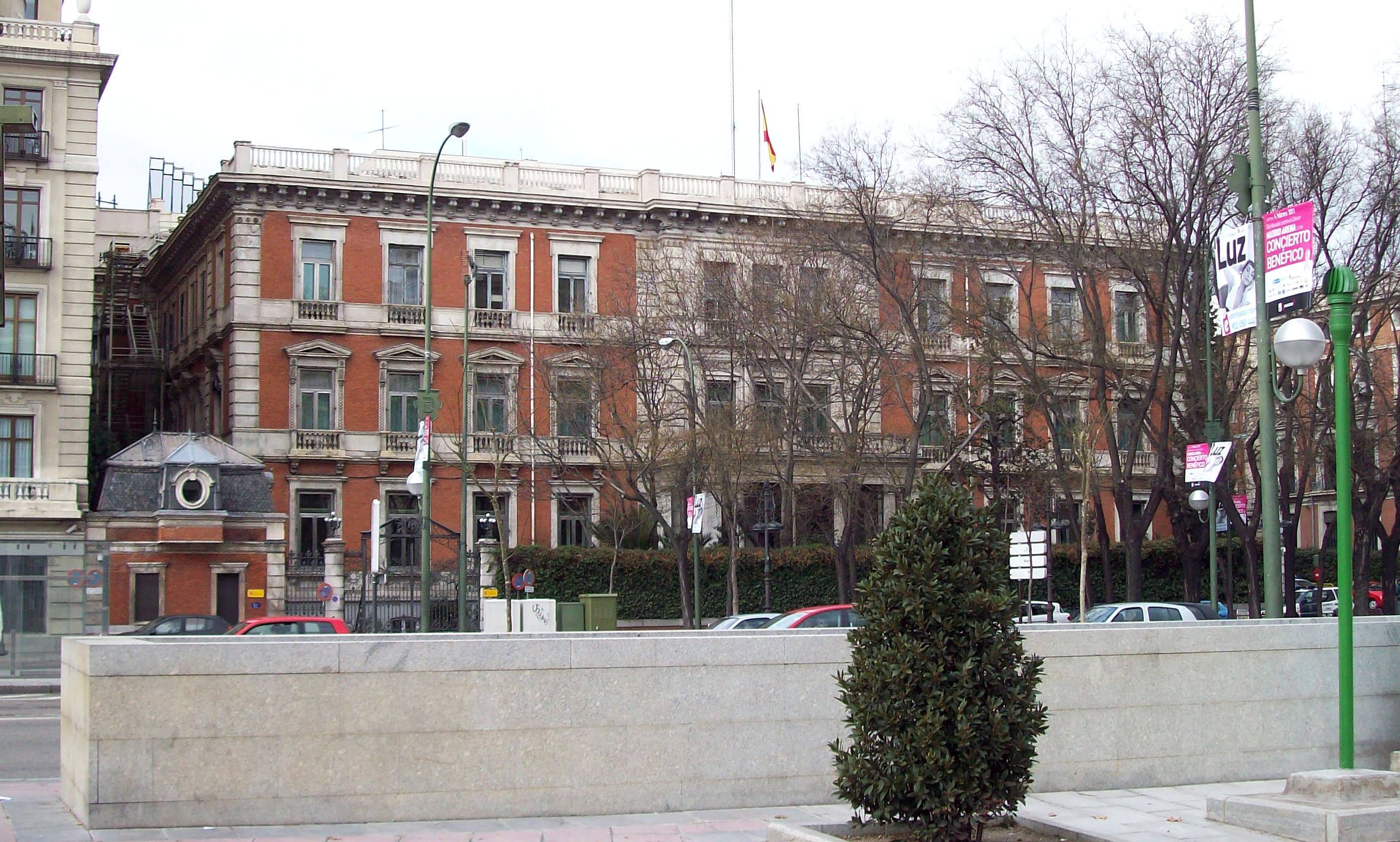
Palacio de Villamejor, sede del Ministerio de Administraciones Públicas.

Este artículo trata sobre los ministerios españoles que, a lo largo de la historia, han asumido competencias en Administraciones Públicas.
El Ministerio de Administraciones Públicas ha existido con entidad propia en España entre 1979 y 2011 y, bajo otra denominación, desde 2018. Es el encargado de la preparación y ejecución de la política del Gobierno en materia de relaciones y cooperación con las comunidades autónomas y con las entidades que integran la Administración local. También se encargaba, durante la mayor parte de su historia, de la Función Pública y de la coordinación de la Administración General del Estado en todo el territorio nacional y de la función pública, que volvió a depender de este Ministerio tras la remodelación del Gobierno de octubre de 2010. Desde abril de 2009 hasta esa fecha dependieron del Ministerio de la Presidencia. El Ministerio también era el encargado de la coordinación de la política informática de la Administración General del Estado, a través del Consejo Superior de Administración Electrónica. Desde el 22 de diciembre de 2011 quedó integrado en el Ministerio de Hacienda, que pasó a llamarse Ministerio de Hacienda y Administraciones Públicas. En 2018 bajo el Gobierno de Pedro Sánchez se recuperó el Departamento, con el nombre de Ministerio de Política Territorial y función Pública.

## Historia
En virtud del Real Decreto 708/1979, de 5 de abril, bajo Gobierno de Adolfo Suárez, se creó el Ministerio de Administración Territorial que asumía las funciones correspondientes a la Administración Central del Estado en relación con las comunidades autónomas, Entes Preautonómicos y Administración Local, así como las competencias de la Dirección General de Administración Local. Inicialmente se le dotó de una pequeña estructura, compuesta por una Subsecretaría, una Secretaría General Técnica y dos Direcciones Generales: La de Cooperación con los Regímenes Autonómicos y la de Cooperación Local, procedente del Ministerio del Interior. En palabras del Presidente del Gobierno ante el Pleno del Congreso de los Diputados, del 18 de abril de 1979, 
Se ha suprimido el Ministro Adjunto de las Regiones, para desgajar del Ministerio del Interior un nuevo Ministerio de la Administración Territorial del Estado que tenga competencias claras y específicas, ausente por completo de toda otra relación con materias de orden público en las relaciones con los Ayuntamientos, en las relaciones con las Diputaciones y en las relaciones con las Comunidades Autónomas, desde la perspectiva del mandato constitucional de las autonomías que a cada una de éstas corresponden.
Un año más tarde, y a la vista de reforzar las estructuras administrativas que facilitasen el proceso de transferencia de competencias a las comunidades autónomas, se crearon la Secretaría de Estado para las comunidades autónomas, la Secretaría de Estado para las Corporaciones Locales y la Dirección General de Desarrollo Autonómico.
Tras la llegada del PSOE al Gobierno, en 1983 el Ministerio fue de nuevo objeto de remodelación; desapareció la Secretaría de Estado para las Corporaciones Locales y se fijaron cuatro Direcciones Generales: Desarrollo Autonómico; Cooperación con las comunidades autónomas; Administración Local; y Cooperación Local.
El gran cambio se produce, sin embargo, en 1986, cuando el Departamento pasa a denominarse Para las Administraciones Públicas y recibe las competencias en materia de Función Pública y Modernización administrativa que hasta ese momento ejercía el Ministerio de la Presidencia.
Una nueva ampliación de funciones se produjo en 1997, como consecuencia de la aprobación de la Ley 6/1997, de 14 de abril, de Organización y Funcionamiento de la Administración General del Estado, que le adscribe orgánicamente las Delegaciones del Gobierno (hasta el momento dependientes de Interior).
Estas tres áreas de actividad (Relación con Administraciones Autonómicas y Locales; Función Pública; y coordinación de las Delegaciones del Gobierno) se han mantenido como el eje competencial del Departamento, excepto en el período 2009-2010, en que las dos últimas pasaron temporalmente al Ministerio de la Presidencia.
Desde el 22 de diciembre de 2011 las competencias de este Departamento quedaron integradas en el Ministerio de Hacienda, que pasó a llamarse Ministerio de Hacienda y Administraciones Públicas. Todas sus funciones quedaron asignadas a la Secretaría de Estado de Administraciones Públicas.
En la XII Legislatura, se escindieron las competencias de Relación con Administraciones Autonómicas y Locales, que pasaron al Ministerio de la Presidencia, de las de Función Pública que se mantuvieron en el Ministerio de Hacienda, que adopta la denominación de Ministerio de Hacienda y Función Pública.
Tras la moción de censura contra Mariano Rajoy de 2018 y la formación del nuevo Gobierno de Pedro Sánchez en junio de 2018, se recreó el Ministerio incorporando de nuevo tanto administración territorial como Función Pública, bajo la denominación de Ministerio de Política Territorial y Función Pública. En la XIV Legislatura pierde las competencias sobre Reto Demográfico y Administración Digital en favor de los Ministerios de Transición Ecológica y Reto Demográfico y Asuntos Económicos y Transformación Digital, respectivamente. Tras la remodelación del Gobierno de julio de 2021, las competencias en materia de Función Pública volvieron a pasar al Ministerio de Hacienda. En la XV Legislatura, que comenzó en 2023, Función Pública se integró en el recién creado Ministerio para la Transformación Digital y de la Función Pública, mientras que Política Territorial asumió las competencias sobre Memoria Democrática.

## Lista de ministros
| Espectro político |
| ----------------- |
| UCD PSOE PP       |

| Presidencia del Consejo de Ministros | Ministros de Administraciones Públicas | Ministros de Administraciones Públicas    | Ministros de Administraciones Públicas | Ministros de Administraciones Públicas | Ministros de Administraciones Públicas | Denominación                                  | Eventos importantes durante su mandato |  |
| Adolfo Suárez González               |                                        | Manuel Clavero Arévalo                    |                                        | 4 de julio de 1977                     | 5 de abril de 1979                     | Para las Regiones                             | Se diseña la nueva organización territorial de España, el Estado de las autonomías. |  |
| Adolfo Suárez González               |                                        | Antonio Fontán Pérez                      |                                        | 5 de abril de 1979                     | 2 de febrero de 1980                   | Administración Territorial                    | Se aprueban los Estatutos de Autonomía del País Vasco y Cataluña. |  |
| Adolfo Suárez González               |                                        | José Pedro Pérez-Llorca Rodrigo           |                                        | 2 de febrero de 1980                   | 8 de septiembre de 1980                | Administración Territorial                    | |  |
| Adolfo Suárez González               |                                        | Rodolfo Martín Villa                      |                                        | 8 de septiembre de 1980                | 26 de febrero de 1981                  | Administración Territorial                    | |  |
| Leopoldo Calvo Sotelo                |                                        | Rodolfo Martín Villa                      |                                        | 26 de febrero de 1981                  | 1 de diciembre de 1981                 | Administración Territorial                    | Se aprueba el Estatuto de Autonomía de Galicia. Celebración del Referéndum sobre el Estatuto de Autonomía de Andalucía. Firma de los primeros pactos autonómicos.                                               |  |
| Leopoldo Calvo Sotelo                |                                        | Rafael Arias Salgado                      |                                        | 1 de diciembre de 1981                 | 29 de julio de 1982                    | Administración Territorial                    | Se aprueban los Estatutos de Andalucía, Asturias, Cantabria, La Rioja, la Región de Murcia y la Comunidad Valenciana.                                                                                           |  |
| Leopoldo Calvo Sotelo                |                                        | Luis Manuel Cosculluela Montaner          |                                        | 29 de julio de 1982                    | 2 de diciembre de 1982                 | Administración Territorial                    | Se aprueba el Estatuto de Autonomía de Castilla-La Mancha. Aprobación de la Ley Orgánica de Armonización del Proceso Autonómico                                                                                 |  |
| Felipe González Márquez              |                                        | Tomás de la Quadra-Salcedo                |                                        | 2 de diciembre de 1982                 | 4 de julio de 1985                     | Administración Territorial                    | Tras ser declarados inconstitucionales varios artículos de la LOAPA, se aprueba la Ley del Proceso Autonómico. Se aprueban los Estatutos de Extremadura, Islas Baleares, Comunidad de Madrid y Castilla y León. |  |
| Felipe González Márquez              |                                        | Félix Pons Irazazábal                     |                                        | 4 de julio de 1985                     | 14 de julio de 1986                    | Administración Territorial                    | |  |
| Felipe González Márquez              |                                        | Javier Moscoso del Prado y Muñoz interino |                                        | 14 de julio de 1986                    | 25 de julio de 1986                    | Administración Territorial                    | |  |
| Felipe González Márquez              |                                        | Joaquín Almunia Amann                     |                                        | 25 de julio de 1986                    | 12 de marzo de 1991                    | Administraciones Públicas                     | |  |
| Felipe González Márquez              |                                        | Juan Manuel Eguiagaray Ucelay             |                                        | 12 de marzo de 1991                    | 13 de julio de 1993                    | Administraciones Públicas                     | Firma de los segundos pactos autonómicos. |  |
| Felipe González Márquez              |                                        | Jerónimo Saavedra Acevedo                 |                                        | 13 de julio de 1993                    | 2 de julio de 1995                     | Administraciones Públicas                     | |  |
| Felipe González Márquez              |                                        | Joan Lerma i Blasco                       |                                        | 2 de julio de 1995                     | 5 de mayo de 1996                      | Administraciones Públicas                     | |  |
| José María Aznar                     |                                        | Mariano Rajoy Brey                        |                                        | 5 de mayo de 1996                      | 18 de enero de 1999                    | Administraciones Públicas                     | Aprobación de la LOFAGE que supone la desaparición de la figura de los Gobernadores Civiles. |  |
| José María Aznar                     |                                        | Ángel Acebes Paniagua                     |                                        | 18 de enero de 1999                    | 27 de abril de 2000                    | Administraciones Públicas                     | Se produce el traspaso de competencias en materia de educación a todas las comunidades que aun no las habían asumido.                                                                                           |  |
| José María Aznar                     |                                        | Jesús María Posada Moreno                 |                                        | 27 de abril de 2000                    | 9 de julio de 2002                     | Administraciones Públicas                     | Se transfieren las competencias sanitarias a las diez comunidades autónomas que aun no las tenían. |  |
| José María Aznar                     |                                        | Javier Arenas Bocanegra                   |                                        | 9 de julio de 2002                     | 3 de septiembre de 2003                | Administraciones Públicas                     | |  |
| José María Aznar                     |                                        | Julia García-Valdecasas                   |                                        | 3 de septiembre de 2003                | 17 de abril de 2004                    | Administraciones Públicas                     | |  |
| José Luis Rodríguez Zapatero         |                                        | Jordi Sevilla Segura                      |                                        | 17 de abril de 2004                    | 9 de julio de 2007                     | Administraciones Públicas                     | Aprobación del Estatuto de Autonomía de Cataluña de 2006. Se aprueba el Estatuto Básico del Empleado Público |  |
| José Luis Rodríguez Zapatero         |                                        | Elena Salgado                             |                                        | 9 de julio de 2007                     | 7 de abril de 2009                     | Administraciones Públicas                     | Puesta en marcha del Fondo Estatal de Inversión Local dentro del denominado Plan E. |  |
| José Luis Rodríguez Zapatero         |                                        | Manuel Chaves                             |                                        | 7 de abril de 2009                     | 21 de diciembre de 2011                | Política Territorial y Administración Pública | |  |
| Mariano Rajoy Brey                   |                                        | Cristóbal Montoro                         |                                        | 21 de diciembre de 2011                | 7 de junio de 2018                     | Hacienda y Administraciones Públicas          | |  |
| Pedro Sánchez Pérez-Castejón         |                                        | Meritxell Batet                           |                                        | 7 de junio de 2018                     | 21 de mayo de 2019                     | Política Territorial y Función Pública        | |  |
| Pedro Sánchez Pérez-Castejón         |                                        | Luis Planas(Interino)                     |                                        | 21 de mayo de 2019                     | 13 de enero de 2020                    | Política Territorial y Función Pública        | |  |
| Pedro Sánchez Pérez-Castejón         |                                        | Carolina Darias                           |                                        | 13 de enero de 2020                    | 27 de enero de 2021                    | Política Territorial y Función Pública        | |  |
| Pedro Sánchez Pérez-Castejón         |                                        | Miquel Iceta                              |                                        | 27 de enero de 2021                    | 12 de julio de 2021                    | Política Territorial y Función Pública        | Acuerdo con los sindicatos para reducir la temporalidad en el empleo público. |  |
| Pedro Sánchez Pérez-Castejón         |                                        | Isabel Rodríguez                          |                                        | 12 de julio de 2021                    | 21 de noviembre de 2023                | Política Territorial                          | |  |
| Pedro Sánchez Pérez-Castejón         |                                        | Ángel Víctor Torres                       |                                        | 21 de noviembre de 2023                |                                        | Política Territorial y Memoria Democrática    | |  |
| Pedro Sánchez Pérez-Castejón         |                                        | José Luis Escrivá                         |                                        | 21 de noviembre de 2023                | 6 de septiembre de 2024                | Transformación Digital y Función Pública      | |  |
| Pedro Sánchez Pérez-Castejón         |                                        | Óscar López Águeda                        |                                        | 6 de septiembre de 2024                |                                        | Transformación Digital y Función Pública      | |  |

## Lista de secretarios de Estado para la Administración Pública
- José Luis Graullera Micó (1977-1978), en el Ministerio de la Presidencia
- Manuel Fraile Crivilles (1978-1979), en el Ministerio de la Presidencia
- Serafín Ríos Mingarro (1979), en el Ministerio de la Presidencia
- Sebastián Martín-Retortillo y Baquer (1979-1980), en el Ministerio de la Presidencia
- Francisco Ramos Fernández-Torrecilla (1982-1986), en el Ministerio de la Presidencia
- Teófilo Serrano (1986-1991)
- Justo Zambrana Pineda (1991-1994)
- Constantino Méndez Martínez (1994-1995)
- Eugenio Burriel de Orueta (1995-1996
- Francisco Villar García-Moreno (1996-1999)
- Ignacio González González (1999-2002)
- Julio Gómez-Pomar Rodríguez (2002-2004)
- Francisco Velázquez López (2004-2007). (Como Secretario General de Administración Pública)
- Mercedes Elvira del Palacio Tascón (2007-2009)
- Carmen Gomis Bernal (2009-2010). (Como Secretaria de Estado de Función Pública), en el Ministerio de la Presidencia
- Consuelo Rumí Ibáñez (2010-2011). (Como Secretaria de Estado de Función Pública)
- Antonio Beteta Barreda (2011-2016). (Como Secretario de Estado de Administraciones Públicas, en el Ministerio de Hacienda y Administraciones Públicas).
- Elena Collado Martínez (2016-2018). (Como Secretaria de Estado de Función Pública, en el Ministerio de Hacienda y Función Pública).
- José Antonio Benedicto Iruiñ (2018-2020). (Como Secretario de Estado de Función Pública).
- Luis Javier Rueda Vázquez (2020-2021). (Como Secretario General de Función Pública)
- Lidia Sánchez Milán (2021-2024). (Como Secretaria de Estado de Función Pública, en el Ministerio de Hacienda y Función Pública).
- Clara Mapelli Marchena (2024- ). (Como Secretaria de Estado de Función Pública, en el Ministerio de Transformación Digital y  de la Función Pública).

## Lista de secretarios de Estado de Cooperación Territorial
- Manuel Broseta (1979-1982) (Como Secretario de Estado para las Comunidades Autónomas)
- Víctor Manuel Carrascal Felgueroso (1980) (Como Secretario de Estado para las Corporaciones Locales)
- María Izquierdo Rojo (1982-1987) (Como Secretaria de Estado para las Comunidades Autónomas)
- José Francisco Peña Díez (1987-1996) (Como Secretario de Estado para las Administraciones Territoriales)
- Jorge Fernández Díaz (1996-1999) (Como Secretario de Estado para las Administraciones Territoriales)
- Francisco Camps Ortiz (1999-2000) (Como Secretario de Estado para las Administraciones Territoriales)
- Gabriel Elorriaga Pisarik (2000-2004) (Como Secretario de Estado de Organización Territorial del Estado)
- José Luis Méndez Romeu (2004-2005)
- Ana Isabel Leiva Díez (2005-2007)
- Fernando Puig de la Bellacasa (2007-2009)
- Gaspar Zarrías Arévalo (2009-2011)
- Enrique Ossorio Crespo (2011-2012) (Como Secretario General de Coordinación Autonómica y Local en el Ministerio de Hacienda y Administraciones Públicas).
- Rosana Navarro Heras (2012-2016) (Como Secretaria General de Coordinación Autonómica y Local en el Ministerio de Hacienda y Administraciones Públicas).
- Roberto Bermúdez de Castro Mur (2016-2018) (Como Secretario de Estado para las Administraciones Territoriales en el Ministerio de la Presidencia y para las Administraciones Territoriales).
- José Ignacio Sánchez Amor (2018-2019) (Como Secretario de Estado de Política Territorial)
- Francisco Hernández Spínola (2020-2021) (Como Secretario de Estado de Política Territorial y Función Pública)
- Víctor Francos Díaz (2021) (Como Secretario de Estado de Política Territorial y Función Pública)
- Alfredo González Gómez (2021- ) (Como Secretario de Estado de Política Territorial)
- Arcadi España García (2023- ) (Como Secretario de Estado de Política Territorial)

## Lista de subsecretarios
| Nombre                                  | Cuerpo de funcionarios                                                            | Año de nacimiento | Fecha de nombramiento   |
| --------------------------------------- | --------------------------------------------------------------------------------- | ----------------- | ----------------------- |
| Manuel María de Uriarte y Zulueta       | Cuerpo de Abogados del Estado                                                     | 1932              | 20 de abril de 1979     |
| Joaquín Ortega Salinas                  | Diplomático                                                                       | 1932              | 11 de julio de 1980     |
| José María Fernández Cuevas             | Cuerpo de Inspectores de Hacienda del Estado                                      | 1936              | 10 de octubre de 1980   |
| José Luis del Valle Pérez               | Cuerpo de Abogados del Estado                                                     | 1950              | 18 de diciembre de 1981 |
| José Maldonado Ramos                    | Cuerpo de Abogados del Estado                                                     | 1952              | 3 de septiembre de 1982 |
| Andrés García de la Riva Sanchiz        |                                                                                   |                   | 7 de diciembre de 1982  |
| Luciano José Parejo Alfonso             | Profesor universitario                                                            | 1947              | 15 de marzo de 1985     |
| Juan Ignacio Moltó García               | Cuerpo de Inspectores de Trabajo                                                  | 1943              | 20 de febrero de 1987   |
| Francisco Hernández Spinola             | Cuerpo Superior de Administradores Generales de la Comunidad Autónoma de Canarias | 1957              | 23 de julio de 1993     |
| Manuel Ortells Ramos                    | Profesor universitario                                                            | 1952              | 7 de julio de 1995      |
| Jaime Rodríguez Arana Muñoz             | Profesor universitario                                                            | 1961              | 10 de mayo de 1996      |
| María Dolores de Cospedal García        | Cuerpo de Abogados del Estado                                                     | 1965              | 5 de mayo de 2000       |
| Marino Díaz Guerra                      | Profesor universitario                                                            | 1937              | 19 de julio de 2002     |
| Dolores de la Fuente Vázquez            | Cuerpo de Inspectores de Trabajo                                                  | 1949              | 5 de septiembre de 2003 |
| María Dolores Carrión Martín            | Cuerpo Superior de Administradores Civiles del Estado                             | 1959              | 19 de abril de 2004     |
| José Antonio Benedicto Iruiñ            | Cuerpo Superior de Administradores Civiles del Estado                             | 1971              | 13 de julio de 2007     |
| Juan Antonio Cortecero Montijano        | Cuerpo Superior de Administradores de Gestión Financiera de la Junta de Andalucía | 1959              | 17 de abril de 2009     |
| Dionisia Manteca Marcos                 | Cuerpo Superior de Administradores Civiles del Estado                             | 1970              | 15 de junio de 2018     |
| Alberto Herrera Rodríguez               | Cuerpo Superior de Administradores Civiles del Estado                             | 1983              | 2 de febrero de 2021    |
| Ignacio de Loyola de Domingo Valenzuela | Cuerpo Superior de Administradores Civiles del Estado                             | 1980              | 27 de julio de 2021     |
| Fernando Galindo Elola-Elaso            | Cuerpo de Letrados de las Cortes Generales                                        | 1983              | 4 de abril de 2023      |
| Berta Pérez Hernández                   | Cuerpo Superior de Administradores de Canarias                                    |                   | 29 de noviembre de 2023 |
| Iria Álvarez Besteiro (1)               | Cuerpo Superior de Técnicos Comerciales y Economistas del Estado                  |                   | 9 de enero de 2024      |

(1) En el Ministerio de Transformación Digital y Función Pública

## Lista de directores generales
| - Dirección de Gabinete del Ministro - Roberto Manuel García Guillén (2025- ) - Julia Gracia Mateos (2024- ) (****) - Agustina Piedrabuena Moraleda (2024) (****) - Antonio José Olivera Herrera (2023-2025) - Eva María Cuesta Cano (2023) - Alejandra del Río Novo (2021-2023) - María del Mar Román Martínez (2021) - José Moya Otero (2020-2021) - Eduardo Roig Molés (2018-2019) - José Manuel Cervera Grajera (2009-2011) - Jorge Serrano Martínez (2007-2009) - Fátima Rojas Cimadevila (2006-2007) - Joan Navarro Martínez (2004-2006) - Antonio Guerrero Olea (2003-2004) - Ángel Fernández Díaz (2002-2003) - Ramón Blein Sánchez de León (2000-2002) - Manuel Horrillo Rico (1999-2000) - Francisco Marhuenda García (1996-1999) - José María Bernabé Mestre (1995-1996) - Juan Fernando López Aguilar (1993-1995) - Juan Carlos Girbau García (1991-1993) - Miguel Herrero Lera (1986-1989) - José Zamit Ferrer (1982-1986) - Dirección General de Cooperación Autonómica y Local - Rafael Francisco Briet Seguí (2024- ) - Alejandra del Río Novo (2023-2024) - Fernando Galindo Elola-Olaso (2021-2023) - Carmen Cuesta Gil (2020-2021) - José María Pérez Medina (2018-2020) - Dirección General de Coordinación de Competencias con las Comunidades Autónomas y las Entidades Locales - Enrique María Lasso de la Vega y Valdenebro (2017-2018) (*) - Juan Ignacio Romero Sánchez (2012-2017) (**) - Jaime Parrondo Aymerich (2012) (**) - Dirección General de Cooperación Local - Manuel Julio Sánchez Senn (2011) - María de los Llanos Castellanos Garijo (2009-2011) - María Tena García (2007-2009) - Manuel Zafra Víctor (2004-2007) - Eugenio Estévez Cepeda (1983-1987) - José Ramón Salvadó Plandiura (1982-1983) - Antonio José Vázquez Álvarez (1981-1982) - Luis Cuesta Gimeno (1980-1981) - Dirección General de Administración Local - Pablo Trillo-Figueroa y Martínez-Conde (2002-2004) - Luis Pérez de Cossío (1997-2002) - Adolfo Sánchez Morón (1985-1987) - José Mariano Benítez de Lugo y Guillén (1983-1985) - José Mario Corella Monedero (1982-1983) - Javier Soto Carmona (1980-1982) - Juan Gómez Arjona (1980) - Vicente Capdevila Cardona (1978-1980) - Joaquín Esteban Mompeán (1977-1978) - Dirección General de Desarrollo Autonómico - Fernando Gurrea Casamayor (2009-2011) - Enrique Gómez Campo (2005-2009) - Ángel Martín Acebes (1984-1987) - Diego Fábregas y Guillén (1984) - Julio Viñuela Díaz (1980-1984) - Jesús Martínez-Pujalte López (1980) - Dirección General de Cooperación Autonómica - Pilar Ventura Contreras (2011) - Enrique Ojeda Vila (2009-2011) - Fernando Gurrea Casamayor (2008-2009) - Rosa Urbanos Garrido (2007-2008) - José María Vidal Beltrán (2005-2007) - Enrique Gómez Campo (2004-2005) - José Marí Olano (1999-2000) - María Ángeles González García (1997-1999) - Dirección General de Política Autonómica - Isabel Benzo Sainz (2001-2004) - José Marí Olano (2000-2001) - Dirección General de Cooperación con las CCAA - Alberto Pérez Calvo (1982-1987) - Dirección General de Cooperación Territorial - María Ángeles González García (1997) - Francisco de Asís Sanz Gandasegui (1996-1997) - Adolfo Hernández Lafuente (1988-1996) - Francisco Javier Velázquez López (1987-1988) | - Dirección General de Cooperación con los Regímenes Autonómicos - Alberto Pérez Calvo (1982-1983) - Jaime Alfonsín Alfonso (1982) - Francisco Ruiz Risueño (1981-1982) - Alfredo Pérez Armiñán y de la Serna (1980-1981) - Elías Cruz Atienza (1979-1980) - Dirección General de Régimen Jurídico Autonómico y Local - Gonzalo Díaz Millán (2020- ) - Tomás de la Quadra-Salcedo Janini (2018-2020) - Dirección General de Régimen Jurídico y Económico Territorial - Luis Pérez de Cossío (1996-1997) - Dirección General de Régimen Jurídico - Armando Salvador Sancho. (1991-1996) - Alberto Pérez Calvo (1987-1991) - Dirección General de Análisis Económico Territorial - Pedro de Eusebio Rivas (1991-1996) - Rafael Pérez García (1987-1991) - Dirección General de la Función Pública - Mª Isabel Borrell Roncalés (2020- ) - Javier Rueda Vázquez (2018-2020) - Javier Pérez Medina (2015-2018) (**) - Elena Collado Martínez (2014-2015) (**) - Carmen Sánchez-Cortés Martín (2012-2014) (**) - Cristina Pérez-Prat Durbán (2010-2012) - José Enrique Martín Arahuetes (2009-2010) (*) - Petra Fernández Álvarez (2007-2009) - Javier Rubio Rodríguez (2007) - Olga Mella Puig (2004-2007) - Mercedes Elvira del Palacio Tascón (2004) - Carmen Román Riechmann (2000-2004) - Mariano Zabía Lasala (1999-2000) - Rafael Catalá Polo (1996-1999) - Alberto Sereno Álvarez (1995-1996) - Leandro González Gallardo (1993-1995) - María Teresa Mogín Barquín (1988-1993) - Julián Álvarez Alvárez (1982-1988) (*) - Gerardo Entrena Cuesta (1980-1982) (*) - Luis Fernando Crespo Montes (1979-1980) (*) - Francisco Guerrero Sáez (1978-1979) (*) - Alberto de la Puente O'Connor (1978-1979) (*) - Dirección General de Gobernanza Pública - María del Carmen Cabanillas Serrano (2024- ) (****) - Clara Mapelli Marchena (2021-2024) (***) - Olivié Bayón Céspedes (2021) - María Pía Junquera Temprano (2016-2021) - Dirección General de Organización Administrativa y Procedimientos - María Pía Junquera Temprano (2014-2016) - Agustín Torres Herrero (2010-2011) - Carmen Román Riechmann (2009-2010)(*) - Óscar Graefenhain de Codes (2008-2009) - Miguel Vidal Ragout (2008) - Dirección General de Organización e Inspección de Servicios - Evencio González de Dios (2007-2008) - Dirección General de Inspección, Evaluación y Calidad de los Servicios - Juan Antonio Garde Roca (2004-2006) - Dirección General de Organización Administrativa - Reyes Zataraín del Valle (2002-2004) - Celso Nores González (2001-2002) - Pedro Núñez Morgades (2000-2001) - Carmen González Fernández (1999-2000) - Lourdes Maíz Carro (1996-1999) - Dirección General de la Oficina de Conflicto de Intereses - Flor María López Laguna (2018- ) - Dirección General de Inspección, Simplificación y Calidad de los Servicios - Amador Elena Córdoba (1998-2004) | - Dirección General de Inspección General de Servicios de la Administración Pública - Amador Elena Córdoba (1996-1998) - Jorge Souto Alonso (1995-1996) - Francisco Javier Senac Azanza (1994-1995) - Ángel Arruz Ramos (1991-1994) - Juan Javier Valero Iglesias (1984-1991) - Francisco Javier Die Lamana (1982-1984) (*) - Modernización Administrativa, Procedimientos e Impulso de la Administración Electrónica - María Esther Arizmendi Gutiérrez (2012-2014) (**) - Dirección General para el Impulso de la Administración Electrónica - Fernando de Pablo Martín (2009-2011) - Juan Miguel Márquez Fernández (2008-2009) - Dirección General de Modernización Administrativa - Juan Miguel Márquez Fernández (2006-2008) - Domingo Laborda Carrión (2004-2008) - Dirección General de la Administración general del Estado en el Territorio - Agustín Torres Herrero (2020- ) - Dirección General de Administración Periférica del Estado - Juan del Alcázar Narváez (2018) (*) - Marta Crespo Calzada (2016-2018) (*) - Dirección General de Coordinación de la Administración Periférica del Estado - Antonio Sánchez Díaz (2014-2016) (**) - Carmen Arias Aparicio (2012-2014) (**) - Juan Ignacio Romero Sánchez (2012) (**) - Antonio José Hidalgo López (2010-2012) - Pablo Larrea Villacian (2009-2010) (*) - Dirección General de la Administración Periférica del Estado - Raúl López Fernández (2003-2004) - Pedro Gómez de la Serna y Villacieros (2002-2003) - Fernando Zamácola Garrido (2000-2002) - Dirección General de Recursos Humanos, Programación Económica y Administración Periférica - Dionisia Manteca Marcos (2007-2009) - Mar Gutiérrez López (2007-2008) - Evencio González de Dios (2004-2007) - Dirección General de Relaciones Institucionales y Organización - María Rosa Cobo Mayoral (2009-2011) - Dirección General de Servicios - Francisco Puerto Burzuri (1995-1996) - Alberto Sereno Álvarez (1994-1995) - Vicente Oliva Morales (1993-1994) - Julián Álvarez Álvarez (1988-1993) - Rafael Real Imedio (1986-1988) - Secretaría General Técnica - María González Fernández (2021- ) - Ignacio de Loyola de Domingo Valenzuela (2021) - Mónica Fernández Muñoz (2020-2021) - José Miguel Bueno Sánchez (2018-2020) - Marta de Andrés Novo (2008-2012) - Ángel Jorge Souto Alonso (2004-2008) - Eugenio López Álvarez (2003-2004) - Roberto Gámir Meade (2002-2003) - Pablo Trillo-Figueroa y Martínez-Conde (2000-2002) - Juan Antonio Puigserver Martínez (1999-2000) - Tomás González Cueto (1995-1999) - Javier Lamana Palacios (1993-1995) - Francisco Javier Sancho Cuesta (1991-1992) - José Félix de Luis y Lorenzo (1990-1991) - Adolfo Sánchez Morón (1987-1990) - Francisco Sosa Wagner (1982-1987) - Manuel Pizarro Moreno (1982) - José Maldonado Ramos (1982) - Juan Junquera González (1980-1982) - Jaime Rotondo Russo (1979-1980) |

(*) En el Ministerio de la Presidencia
(**) En el Ministerio de Hacienda y Administraciones Públicas
(***) En el Ministerio de Hacienda y Función Pública
(****) En el Ministerio de Transformación Digital y de la Función Pública